# Общий ресурс
Общий ресурс, или общий сетевой ресурс, — в информатике, это устройство или часть информации, к которой может быть осуществлён удалённый доступ с другого компьютера, обычно через локальную компьютерную сеть или посредством корпоративного интернета, как если бы ресурс находился на локальной машине.
Примерами такого могут служить общий доступ к файлам (также известный как общий доступ к диску и общий доступ к папкам), общий доступ к принтеру (совместный доступ к принтеру), сканеру и т. п. Общим ресурсом называется «совместный доступ к диску» (также известным как подключенный диск, «общий том диска», «общая папка», «общий файл», «общий документ», «общий принтер».
Термином «общие файлы» обычно называют совместный доступ к файлам, преимущественно в контексте операционных систем или служб локальных компьютерных сетей, например, Microsoft Windows documentation. C получением распространения BitTorrent и аналогичных протоколов в начале 2000-х годов, термин общий доступ к файлам всё больше стал применяться к передаче файлов в одноранговых сетях через Интернет.
Общий доступ к файлам и принтерам в локальной сети может быть организован на базе централизованного файлового сервера или сервера печати, что иногда обозначается как клиент-серверная организации работы компьютеров или децентрализованная модель, иногда называемая одноранговой топологией сети или сетевой рабочей группой. При соединении по схеме клиент-сервер, клиентский процесс на локальном пользовательском компьютере инициирует соединение, в то время как серверный процесс удалённого компьютера на файл-сервере или сервере печати пассивно ждёт запросов для начала сессии соединения. В одноранговой сети любой компьютер может быть как сервером, так и клиентом.

## Безопасность
Сетевой общий доступ обычно делается пользователями путём пометки каталога или файла или изменения разрешений файловой системы или прав доступа в свойствах каталога или файла. Эта процедура различна на разных платформах. В операционной системе Windows XP Home Edition для общего доступа файлы или папки должны размещаться в специальной папке «Общие документы», обычно имеющей путь C:\Documents and Settings\All users\Shared documents.
Ответственность за безопасность общего сетевого ресурса возникает, когда доступ к общим файлам увеличивается (обычно разными средствами), и кто-то не должен иметь доступ к общим ресурсам. Общие сетевые ресурсы основываются на постоянном доступе к сети и имеют большой потенциал для каналов связи при неширокополосном доступе к сети. По этой причине общий доступ к файлам и принтерам в локальной сети или в корпоративном интранете обычно защищается межсетевыми экранами от компьютеров извне. Тем не менее, общие ресурсы могут быть доступны для авторизованных пользователей посредством технологии виртуальной частной сети.

## Наименование и подключение ресурсов
Общий ресурс доступен клиентским компьютерам посредством особого назначения имён, подобного UNC, используемого в персональных компьютерах с DOS и Windows. Это означает, что сетевой ресурс может быть доступен по следующему имени:
\\ИмяСерверногоКомпьютера\ИмяРесурса
где ИмяСерверногоКомпьютера — это имя в WINS или DNS-имя, или IP-адрес серверного компьютера или путь к нему. Общая папка при этом может быть доступна под именем ИмяРесурса, которое может отличаться от локального имени папки на сервере. Например, \\server\c$ обычно обозначает устройство с буквой C: на Windows-машинах.
Общее устройство или папка часто подключается к клиентскому персональному компьютеру, это означает, что ресурсу назначается буква диска на локальном компьютере. Например, буквой устройства H: обычно обозначается домашняя папка на центральном файловом сервере.

## Файловые системы с совместным доступом и протоколы
Наличие общего доступа к файлам и принтерам требуется операционной системе на клиенте, поддерживающим доступ к совместным ресурсам, операционной системе на сервере, который поддерживает доступ к своим ресурсам с клиента, и протокол прикладного уровня (в четырёх из пяти уровней протоколов TCP/IP) протокола совместного доступа к файлам и протокол транспортного уровня для предоставления совместного доступа. Современные операционные системы для персональных компьютеров включают в себя распределённые файловые системы, которые поддерживают общий доступ к файлам, в то время как наладонным компьютерным устройствам иногда требуется дополнительное программное обеспечение для организации общего доступа к файлам. В таблице ниже приводятся большинство распространённых файловых систем с общим доступом к файлам и протоколы для соответствующей работы.
| Первичная операционная система                   | Протокол прикладного уровня    | Транспортный протокол                                                  |
| ------------------------------------------------ | ------------------------------ | ---------------------------------------------------------------------- |
| Mac OS                                           | Apple Filing Protocol          | - TCP, - UDP или - AppleTalk                                           |
| Unix-подобные системы                            | Network File System (NFS), SMB | - TCP или - UDP                                                        |
| MS-DOS, Windows                                  | SMB, также известный как CIFS  | - TCP, - NBT (включая UDP), - NetBEUI, или - другие транспорты NetBIOS |
| Novell NetWare (сервер) MS-DOS, Windows (клиент) | - NCP и - SAP                  | - SPX (поверх IPX), или - TCP                                          |

«Первичная операционная система» — это операционная система, под которой более часто используется указанный протокол общего доступа к файлам.
Под Microsoft Windows общий сетевой доступ предоставляется сетевым компонентом Windows, называемым «Общий доступ к файлам и принтерам для сетей Microsoft», и использует протокол SMB от Microsoft. Другие операционные системы могут использовать этот же протокол; например, Samba является сервером SMB, запускаемым под Unix-подобными операционными системами и некоторыми другими не MS-DOS и не Windows операционными системами, подобными OpenVMS. Samba может использоваться для организации сетевых общих ресурсов, которые могут быть доступны используя SMB с компьютеров, запущенных под Microsoft Windows. Альтернативой может служить файловая система с общим дисковым доступом, когда каждый компьютер имеет доступ к «родной» файловой системе на общем дисковом устройстве.
Доступ к общим ресурсам также может быть организован при помощи WebDAV.

## Централизованная и децентрализованная архитектура
В крупных корпоративных сетях общий сетевой ресурс, как правило, является ресурсом на централизованном файловом сервере или сервере печати, доступным для клиентских компьютеров пользователей. В домашних и небольших офисных сетях часто используется децентрализованный способ, когда каждый пользователь может сделать доступными свои локальные ресурсы для других. Такой подход иногда называют одноранговой сетью, поскольку один и тот же компьютер может использоваться как в качестве сервера, так и в качестве клиента.

## Отличия от передачи файлов
Совместный доступ к файлам не следует путать с передачей файлов по FTP или Bluetooth или IRDA или протоколу OBEX. Общий доступ к ресурсам предполагает наличие автоматической синхронизации информации о папке при изменениях в ней на сервере, а также стороной сервера может предоставляться поиск файла, передача файлов и менее значимые возможности.
Совместный доступ к файлам, как правило, рассматривается в качестве сетевой службы локальной сети, в то время как FTP является службой Интернета.
Совместный доступ к файлам прозрачен для пользователя, как если бы этот ресурс был в локальной файловой системе, и поддерживает многопользовательское окружение. Это включает в себя управление одновременными подключениями или блокировку удалённого файла во время редактирования его пользователем и разрешения файловых систем.

## Отличия от синхронизации
Совместный доступ к файлам включает в себя метод синхронизации, но это не следует путать с синхронизацией файлов и другими методами синхронизации информации. Для синхронизации информации, основанной на Интернет-технологии, может, например, использоваться язык SyncML. При совместном доступе к файлам серверная сторона кладёт информацию о папке и она обычно передаётся «поверх» Интернет-сокета. Синхронизация файлов позволяет пользователю время от времени не быть на связи и обычно основывается на программах-агентах, которые опрашивают синхронизируемые машины при пересоединении и иногда повторно через определённый временной интервал для обнаружения различий. Современные операционные системы часто включают в себя локальный кэш файлов удалённого компьютера, позволяя тем самым автономный доступ к ним и синхронизацию при пересоединении к сети.